# 祖乙
祖乙（？—？），又稱且乙（“且”是“祖”的本字，实为同一字），姓子，名滕（一作勝），商朝第十四任君主，《史記·殷本紀》稱他為河亶甲之子，但甲骨文記載他是仲丁之子。他在位時商朝再度興盛。《太平御覽》引《史記》稱他在位十九年。《今本竹書紀年》稱祖乙在位期間，將國都由相遷至耿，後又遷都於庇。

## 在位年數
現今流傳文獻記載的祖乙在位年數有2種說法：
- 在位19年，《太平御覽》卷83引《史記》，《今本竹書紀年》、《冊府元龜》、《資治通鑑外紀》、《資治通鑑前編》、《通志》、《文獻通考》均同。
- 在位20年，《皇極經世》。

近人姜文奎以殷墟卜辭稱祖乙為中宗，認為《尚書•無逸》記載的中宗是祖乙而非太戊，在位當為75年。

## 家庭

### 妻
- 妣己，甲骨文作“祖乙配妣己”[a]
- 妣庚，甲骨文作“祖乙配妣庚”[b]

### 子
- 祖辛、沃甲